# FC-75
FC-75は化学式がC8F16Oのテトラヒドロフランの派生型のフルオロカーボンである。水には殆ど溶けない。
3M社のフロリナート液の一つで電子機器や他の用途の冷媒、及び溶媒として使用される。FC-75はPFOAの製造で使用されるのと同じ電解フッ素化工程によって製造される。 しかしながら他のペルフルオロカーボンエーテル異性体も同様の結果であると予想される。
H(CH2)7COCl + HF → H(CH2)7COF + C7H16 + 2C8F16O + HCl + H2
類似のフルオロカーボンを基にした冷媒と溶媒はペルフルオロヘキサンである。